# Разе-Ґардан
Разе-Ґардан (перс. رزه گردن) — село в Ірані, у дегестані Ешкевар-е-Софлі, у бахші Рахімабад, шагрестані Рудсар остану Ґілян. За даними перепису 2006 року, його населення становило 110 осіб, що проживали у складі 28 сімей.

## Клімат
Середня річна температура становить 11,85°C, середня максимальна – 26,44°C, а середня мінімальна – -3,39°C. Середня річна кількість опадів – 537 мм.
| Клімат поселення                              | Клімат поселення | Клімат поселення | Клімат поселення | Клімат поселення | Клімат поселення | Клімат поселення | Клімат поселення | Клімат поселення | Клімат поселення | Клімат поселення | Клімат поселення | Клімат поселення | Клімат поселення |
| Показник                                      | Січ.             | Лют.             | Бер.             | Квіт.            | Трав.            | Черв.            | Лип.             | Серп.            | Вер.             | Жовт.            | Лист.            | Груд.            |                  |
| Середній максимум, °C                         | 7,80             | 7,61             | 9,74             | 15,33            | 20,27            | 24,77            | 26,44            | 26,25            | 22,28            | 19,06            | 12,98            | 8,50             |                  |
| Середня температура, °C                       | 2,30             | 2,11             | 4,24             | 9,82             | 14,76            | 19,26            | 22,15            | 21,96            | 17,98            | 14,77            | 8,68             | 4,20             |                  |
| Середній мінімум, °C                          | −3,21            | −3,39            | −1,27            | 4,32             | 9,25             | 13,76            | 17,85            | 17,66            | 13,68            | 10,47            | 4,38             | −0,1             |                  |
| Норма опадів, мм                              | 48               | 47               | 69               | 50               | 39               | 18               | 16               | 18               | 33               | 68               | 66               | 65               |                  |
| Середньомісячна швидкість вітру, м/с          | 2.08             | 2.52             | 2.60             | 2.71             | 2.34             | 2.23             | 2.30             | 2.12             | 1.94             | 1.92             | 2.16             | 2.00             |                  |
| Середньомісячна сонячна радіація, кДж/м²·день | 7567             | 9926             | 12174            | 16271            | 20097            | 22457            | 22719            | 19815            | 16491            | 11924            | 9231             | 7223             |                  |
| --------------------------------------------- | ---------------- | ---------------- | ---------------- | ---------------- | ---------------- | ---------------- | ---------------- | ---------------- | ---------------- | ---------------- | ---------------- | ---------------- | ---------------- |
| Джерело:                                      |                  |                  |                  |                  |                  |                  |                  |                  |                  |                  |                  |                  |                  |